# Dipartimento di Anta
Anta è un dipartimento argentino, situato nella parte sud-orientale della provincia di Salta, con capoluogo Joaquín Víctor González.
Esso confina a nord con i dipartimenti di Orán e Rivadavia; a est ancora con Rivadavia e la provincia del Chaco; a sud con la provincia di Santiago del Estero; e a ovest con i dipartimenti di Metán e General Güemes e la provincia di Jujuy.
Secondo il censimento del 2010, su un territorio di 21.945 km², la popolazione ammontava a 57.411 abitanti, con un aumento demografico del 15,2% rispetto al censimento del 2001.
Il dipartimento, nel 2001, era suddiviso in 5 comuni (municipios):
- Apolinario Saravia
- El Quebrachal
- General Pizarro
- Joaquín Víctor González
- Las Lajitas